# Марипоса (Калифорния)
Марипоса (англ. Mariposa) — статистически обособленная местность в штате Калифорния, США. Она является административным центром округа Марипоса. В 2010 году в местности проживали 2173 человека. Марипоса — ближайший населённый пункт к Йосемитскому национальному парку.

## История
Марипоса была основана как шахтёрский лагерь на берегах сезонной реки Аква-Фриа около 1849 года. Она является одним из самых южных посёлков, связанных с золотой лихорадкой. Первый населённый пункт находился примерно в 10 км от ныне существующего. После наводнения 1849/1850 годов и пожаров, деревня переместилась из-за более выгодного положения на реке Марипоса и месторождения золота. Большая часть территории города по испанскому гранту принадлежала Джону Фримонту, который заложил большинство улиц населённого пункта. В 1851 году Марипоса стала окружным центром. В 1854 году было построено здание окружного суда, которое до сих пор функционирует. В июле 2017 года сильный пожар привёл к эвакуации почти всего населения Марипосы.

## Население
По данным переписи 2010 года население Марипосы составляло 2173 человека (из них 46,2 % мужчин и 53,8 % женщин), в местности было 1013 домашних хозяйств и 545 семей. Расовый состав: белые — 87,2 %, коренные американцы — 4,8 % афроамериканцы — 0,5 %, азиаты — 1,4 % и представители двух и более рас — 3,4 %. 9,9 % населения города — латиноамериканцы (6,5 % мексиканцев).
Из 1013 домашних хозяйств 53,8 % представляли собой совместно проживающие супружеские пары (20,8 % с детьми младше 18 лет), в 13,8 % семей женщины проживали без мужей, в 3,9 % семей мужчины проживали без жён, 46,2 % не имели семьи. В среднем домашнее хозяйство ведут 2,97 человек, а средний размер семьи — 2,77 человека.
Население местности по возрастному диапазону по данным переписи 2010 года распределилось следующим образом: 20,0 % — жители младше 18 лет, 2,5 % — между 18 и 21 годами, 50,4 % — от 21 до 65 лет и 27,1 % — в возрасте 65 лет и старше. Средний возраст населения — 49,3 года. На каждые 100 женщин в Марипосе приходилось 85,7 мужчин, при этом на 100 совершеннолетних женщин приходилось уже 83,4 мужчины сопоставимого возраста.

## Экономика
В 2015 году из 1286 человек старше 16 лет имели работу 541. При этом мужчины имели медианный доход в 31 167 долларов США в год против 38 304 долларов среднегодового дохода у женщин. В 2014 году медианный доход на семью оценивался в 41 875 $, на домашнее хозяйство — в 38 472 $. Доход на душу населения — 17 064 $ в год. 26,3 % от всего числа семей в Марипосе и 33,3 % от всей численности населения находилось на момент переписи за чертой бедности.